# بين فوتييه
بنجامين فوتييه (بالفرنسية: Benjamin Vautier)‏ (, يُعرف أيضًا باسمه الأحادي بن، 18 يوليو 1935 – 5 يونيو 2024) هو مصور وفنان ورسام وشاعر فرنسي وسويسري، ولد في 18 يوليو 1935 في نابولي في إيطاليا.

## السيرة الذاتية
ولد بنجامين فوتييه في 18 يوليو 1935 في نابولي بإيطاليا لعائلةٍ فرنسيّةٍ. كان حفيد الرسام السويسري بنجامين فوتييه (1829-1898).
اكتشف فوتييه إيف كلاين والواقعية الجديدة الفرنسية (بالفرنسية: Nouveau réalisme)‏ في خمسينيات القرن العشرين، لكنه سرعان ما أصبح مهتمًا بفنان الدادية الفرنسي مارسيل دوشامب وموسيقى جون كيج. وفي عام 1959، أسس فوتييه مجلة بن ديو (بالفرنسية: Ben Dieu)‏. في عام 1960، أقام أول عرضٍ فرديٍّ له باسم Rien et tout في Laboratoire 32.
توفي فوتييه منتحرًا بسلاحٍ ناريٍّ في 5 يونيو 2024، عن عمر ناهز الثامنة والثمانين، بعد وفاة زوجته بسكتة دماغية مساء اليوم السابق.

## وصلات خارجية
- الموقع الرسمي
- بين فوتييه على موقع IMDb (الإنجليزية)
- بين فوتييه على موقع مونزينجر (الألمانية)
- بين فوتييه على موقع ميوزك برينز (الإنجليزية)
- بين فوتييه على موقع ديسكوغز (الإنجليزية)
- بين فوتييه على موقع قاعدة بيانات الفيلم (الإنجليزية)